# Saint-Ouen-d’Attez
Saint-Ouen-d’Attez ist eine Ortschaft und eine Commune déléguée in der französischen Gemeinde Sainte-Marie-d’Attez mit 291 Einwohnern (Stand: 1. Januar 2022) im Département Eure in der Region Normandie. 
Mit Wirkung vom 1. Januar 2016 wurden die früheren Gemeinden Dame-Marie, Saint-Nicolas-d’Attez und Saint-Ouen-d’Attez zu einer Commune nouvelle mit dem Namen Sainte-Marie-d’Attez zusammengelegt. Der Verwaltungssitz dieser neuen Gemeinde befindet sich in Saint-Ouen-d’Attez. Die Gemeinde Saint-Ouen-d’Attez gehörte zum Arrondissement Évreux, zum Kanton Breteuil und zum Kommunalverband Normandie Sud Eure. 

## Geografie
Saint-Ouen-d’Attez liegt etwa 28 Kilometer südwestlich von Évreux am Iton.

## Bevölkerungsentwicklung
| 1962                      | 1968 | 1975 | 1982 | 1990 | 1999 | 2006 | 2013 |
| ------------------------- | ---- | ---- | ---- | ---- | ---- | ---- | ---- |
| 160                       | 137  | 128  | 186  | 173  | 224  | 268  | 280  |
| Quelle: Cassini und INSEE |      |      |      |      |      |      |      |

## Sehenswürdigkeiten
- Menhir Pierre de la Joure, seit 1934 Monument historique
- Kirche Saint-Ouen

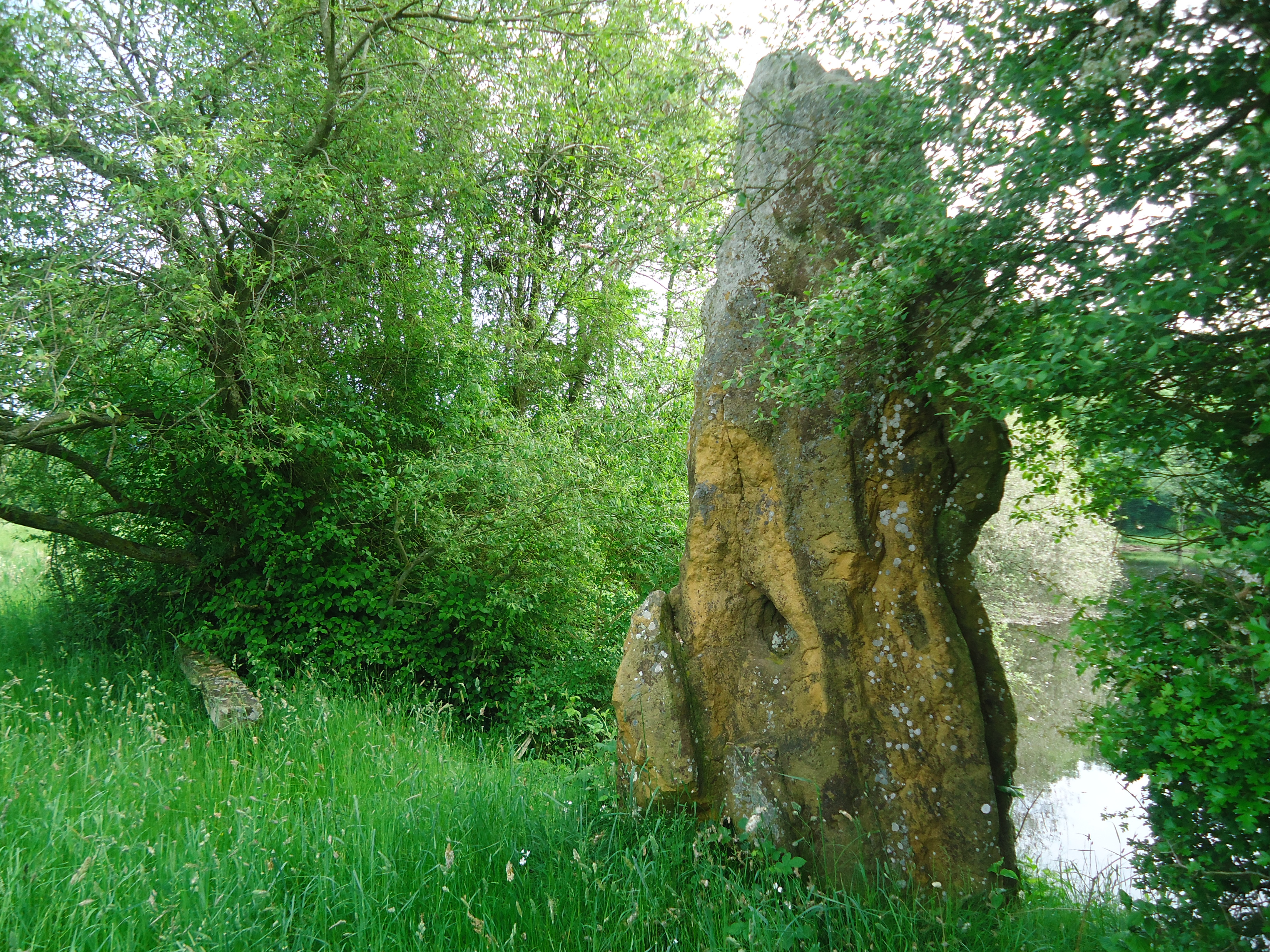
Menhir
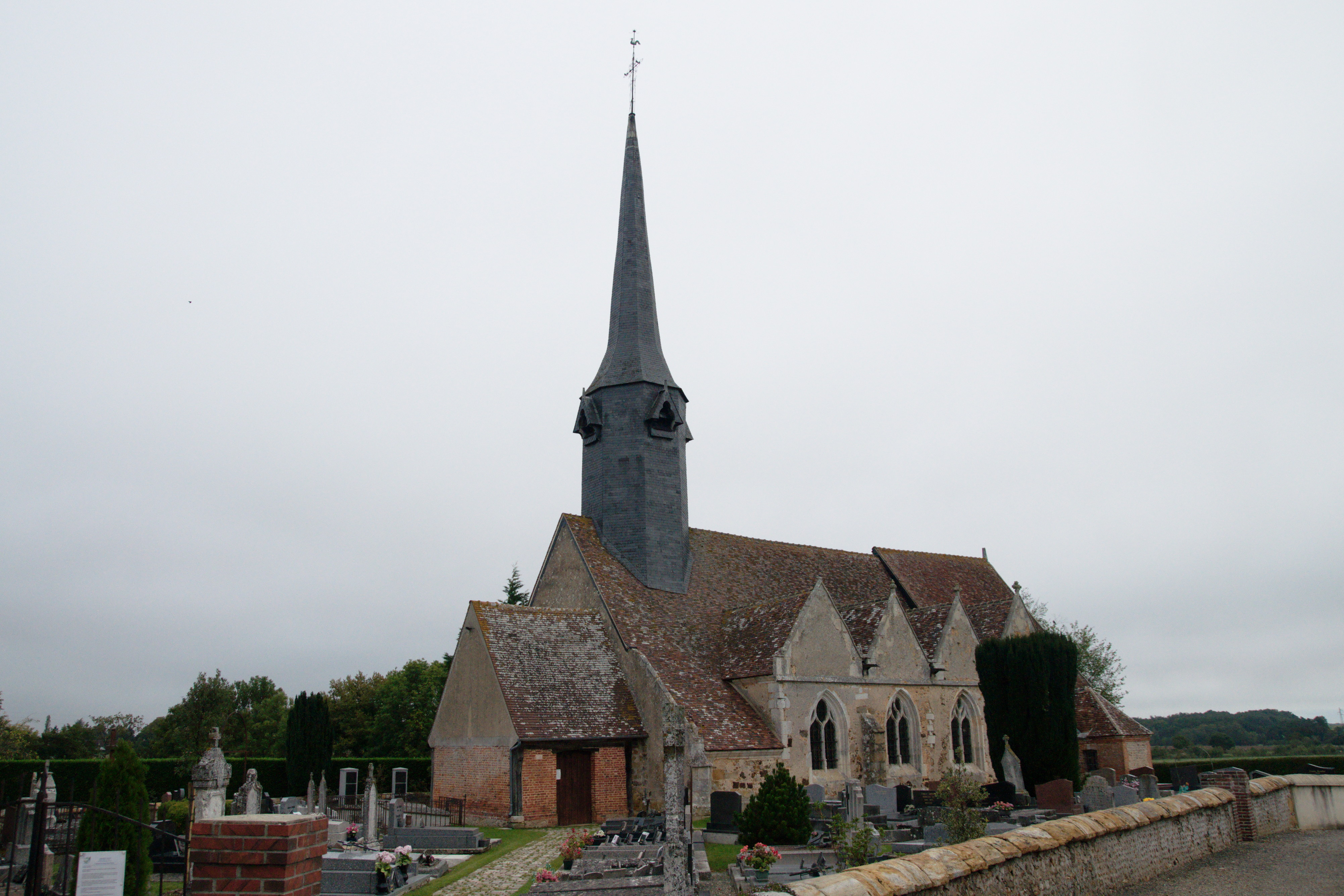
Kirche Saint-Ouen